# Gabriel Kuhn

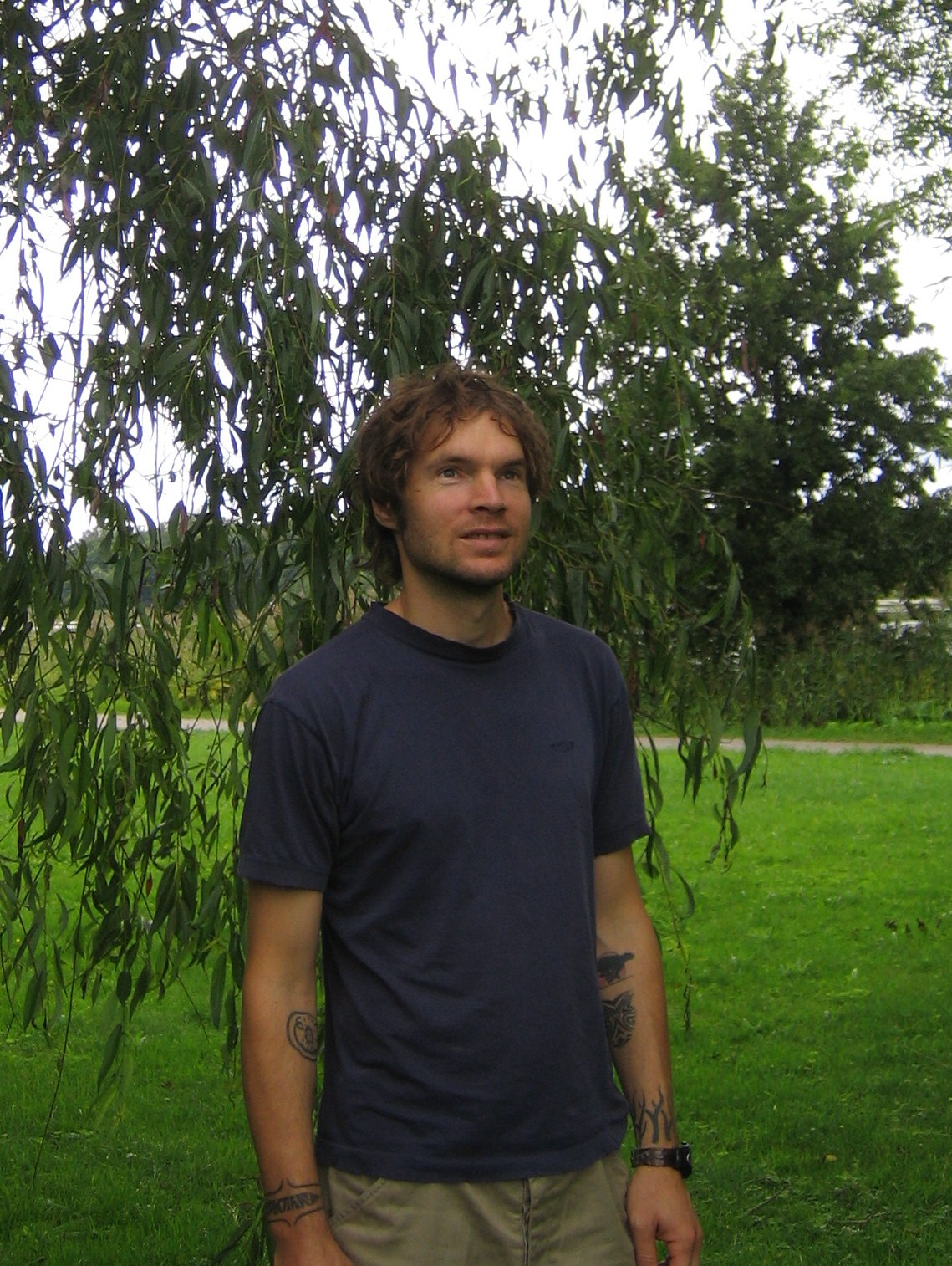
Gabriel Kuhn (2010)

Gabriel Kuhn (* 1972 in Innsbruck) ist Schriftsteller und Autor von Büchern, die sich mit sozialistischer Theorie und Geschichte und sozialen Bewegungen beschäftigen. Er veröffentlicht Werke in deutscher und englischer Sprache.

## Leben und Denken
Gabriel Kuhn ist in verschiedenen Ländern aufgewachsen, unter anderem in Österreich, der Türkei, England und den USA. Nach einem Philosophiestudium in Österreich und den USA lebte er im Nahen Osten und der südpazifischen Inselwelt, bevor er in die USA zurückkehrte. Seit 2007 lebt er in Schweden.
Kuhn verfolgt das Anliegen, Theorie in konkreten Bezug zur Praxis zu bringen. In Anlehnung an anarchistische Konzepte verweist er auf solidarische Ansätze abseits von Unterdrückung. Seine Schriften richten sich vor allem an Aktivisten und Wissenschaftler in linken und linksradikalen Zusammenhängen.
Im Januar 2010 musste Kuhn eine Vortragsreise in den USA absagen, da ihm keine Einreiseerlaubnis gewährt wurde.

## Tätigkeit
Politisch aktiv ist Kuhn seit 1989. Anfang der 1990er Jahre war er für einige Jahre im TATblatt-Kollektiv Innsbruck tätig und veröffentlichte im anarchistischen Wiener Verlag Monte Verita. 1999 war er einer der Mitbegründer des Publikationsprojekts Alpine Anarchist Productions (AAP).
Seit seiner Rückkehr nach Europa hat Kuhn vor allem im Unrast Verlag publiziert. Tier-Werden, Schwarz-Werden, Frau-Werden. Eine Einführung in die politische Philosophie des Poststrukturalismus (2005) etablierte sich als linke Einführung in den Poststrukturalismus. ›Neuer Anarchismus‹ in den USA. Seattle und die Folgen (2008), eine Sammlung zeitgenössischer Schriften US-amerikanischer Anarchisten und anarchistischer Organisationen, wurde von der Bibliothek der Freien als „Buch des Jahres 2008“ ausgezeichnet. Bankraub für Befreiungsbewegungen (2013) erzählt die Geschichte der dänischen Blekingegadegruppe. Vielfalt – Bewegung – Widerstand (2009) und Anarchismus und Revolution (2017) sind Sammlungen von Texten und Interviews zum Anarchismus.
In den USA arbeitet Kuhn eng mit dem Verlag PM Press zusammen. Dies steht auch in direkter Verbindung mit seiner Übersetzungstätigkeit, die vor allem die deutschen Anarchisten Gustav Landauer und Erich Mühsam betrifft. Weitere Publikationen beschäftigen sich mit Piraterie, Sport und Straight Edge.
Seit Juni 2023 ist Kuhn Generalsekretär der syndikalistischen Gewerkschaft Sveriges Arbetares Centralorganisation (SAC). Zuvor war er zehn Jahre in Stockholm in der SAC aktiv gewesen, 2018 wurde er in das Zentralkomitee gewählt.

## Werke auf Deutsch
- Leben unter dem Totenkopf. Anarchismus und Piraterie (= Edition wilde Mischung. 8). Monte Verita, Wien 1994, ISBN 3-900434-47-6.
- Tier-Werden, Schwarz-Werden, Frau-Werden. Eine Einführung in die politische Philosophie des Poststrukturalismus. Unrast Verlag, Münster 2005, ISBN 3-89771-441-8.
- Jenseits von Staat und Individuum. Individualität und autonome Politik. Unrast Verlag, Münster 2007, ISBN 978-3-89771-457-1.
- als Herausgeber: „Neuer Anarchismus“ in den USA. Seattle und die Folgen. Unrast Verlag, Münster 2008, ISBN 978-3-89771-474-8.
- als Herausgeber und Übersetzer: Gregory Jackson: Tötet den Bullen in eurem Kopf! Zur US-amerikanischen Linken, White Supremacy und Black Autonomy. Unrast Verlag, Münster 2009, ISBN 978-3-89771-487-8.
- Vielfalt – Bewegung – Widerstand. Texte zum Anarchismus. Unrast Verlag, Münster 2009, ISBN 978-3-89771-497-7.
- als Herausgeber mit Sebastian Kalicha: Von Jakarta bis Johannesburg. Anarchismus weltweit. Unrast Verlag, Münster 2010, ISBN 978-3-89771-506-6.
- Straight Edge. Geschichte und Politik einer Bewegung. Unrast Verlag, Münster 2010, ISBN 978-3-89771-108-2.
- Unter dem Jolly Roger. Piraten im Goldenen Zeitalter. Assoziation A, Berlin u. a. 2011, ISBN 978-3-86241-400-0.
- als Herausgeber: Bankraub für Befreiungsbewegungen. Die Geschichte der Blekingegade-Gruppe. Unrast Verlag, Münster 2013, ISBN 978-3-89771-535-6.
- Die Linke und der Sport (= transparent – linker alltag. 4). Unrast Verlag, Münster 2014, ISBN 978-3-89771-127-3.
- Anarchismus und Revolution. Gespräche und Aufsätze. Unrast Verlag, Münster 2017, ISBN 978-3-89771-226-3.
- als Herausgeber: Wobblies. Politik und Geschichte der IWW (= Klassiker der Sozialrevolte. 28). Unrast Verlag, Münster 2019, ISBN 978-3-89771-926-2.
- Die Linke in Schweden. Eine Einführung, Mandelbaum, Wien 2021, ISBN 978385476-907-1.
- Indigener Widerstand in Zeiten des Klimawandels. Sámpi: Grüner Kolonialismus im Norden Europas, Verlag Graswurzelrevolution, Heidelberg 2024, ISBN 978-3-939045-54-0